# Idgia grandis
Idgia grandis is een keversoort uit de familie Prionoceridae. De wetenschappelijke naam van de soort is voor het eerst geldig gepubliceerd in 1935 door Pic.